# Donald Lindblom
Donald Erland Bertil Lindblom, född 23 augusti 1937 i Mölndal, är en svensk före detta handbollsmålvakt. Han avslutade karriären som spelande tränare.

## Karriär
Donald Lindblom började spela för Redbergslids IK (RIK) och spelade i 13 år i RIK, men gick sedan tillsammans med kompisen Gunnar Kämpendahl till HK Drott för att spela där några år. Efteråt var de inte välkomna till RIK, så Lindblom gick till KFUM Borås. När han ville hem till Göteborg blev det först RIK igen 1969 till 1970 och sedan IK Heim som spelande tränare. Donald Lindblom var en mycket "aktiv" målvakt med stora rörelser i sitt målvaktsspel. Han hade också goda utkast för kontringar. Han hade en lång landslagskarriär med fyra VM-turneringar. OS och EM i handboll spelades inte på den tiden.
Lindblom började spela för landslaget 1957 och gjorde 97 landskamper till 1970. Han är Stor Grabb. Han deltog i fyra VM-turneringar under dessa år; 1958, 1961, 1964 och 1967. I de tre första mästerskapen blev det medalj, se infomall under meriter. Sista landskampen på bortaplan mot Spanien den 2 maj 1970.. Enligt den moderna statstiken spelade han 91 landskamper men då har troligen utelandskamper utlämnats.
Donald Lindblom spelade också fotboll, men som utespelare, i Redbergslids IK Fotboll. Han tillhörde IFK Göteborgs trupp men en skada gjorde att han fick spela reservlagsfotboll och så gick han till RIK. Vid sidan av handbollskarriären arbetade Lindblom som brandman i Göteborg.